# Dafuniks
Dafuniks er en Hip Hop/Soul-gruppe fra Danmark.
| Musikgruppe | Spire Denne artikel om en dansk musikgruppe er en spire som bør udbygges. Du er velkommen til at hjælpe Wikipedia ved at udvide den. |